# Mali Krușlînți
Mali Krușlînți (în ucraineană Малі Крушлинці) este o comună în raionul Vinnîțea, regiunea Vinnița, Ucraina, formată numai din satul de reședință.

## Demografie
Componența lingvistică a satului Mali Krușlînți
     Ucraineană (99,47%)
     Alte limbi (0,48%)
Conform recensământului din 2001, majoritatea populației satului Mali Krușlînți era vorbitoare de ucraineană (99,47%), existând în minoritate și vorbitori de alte limbi.